# Lawton (Iowa)
Lawton ist eine Kleinstadt (mit dem Status „City“) im Woodbury County im US-amerikanischen Bundesstaat Iowa. Im Jahr 2010 hatte Lawton 908 Einwohner, deren Zahl sich bis 2013 auf 937 erhöhte. Das U.S. Census Bureau hat bei der Volkszählung 2020 eine Einwohnerzahl von 943 ermittelt.
Lawton liegt in der Sioux City Metropolitan Area, die sich von Iowa bis in die benachbarten Staaten South Dakota und Nebraska erstreckt.

## Geografie
Lawton liegt im Westen Iowas,  23 km östlich der Mündung des Big Sioux River in den Missouri am Schnittpunkt der drei Bundesstaaten Iowa, South Dakota und Nebraska.
Die geografischen Koordinaten von Lawton sind 42°28′43″ nördlicher Breite und 96°11′02″ westlicher Länge. Das Stadtgebiet erstreckt sich über eine Fläche von 1,84 km² und verteilt sich über die Banner Township und die Floyd Township.
Nachbarorte von Lawton sind Moville (10,5 km östlich), Bronson (10 km südsüdwestlich), Sergeant Bluff (22,7 km südwestlich) und Hinton (25,2 km nordnordwestlich).
Das Stadtzentrum von Sioux City liegt 19,8 km westlich. Die nächstgelegenen weiteren größeren Städte sind die Twin Cities in Minnesota (Minneapolis und Saint Paul) (439 km nordöstlich), Rochester in Minnesota (440 km ostnordöstlich), Cedar Rapids (406 km östlich), Iowas Hauptstadt Des Moines (296 km südöstlich), Nebraskas größte Stadt Omaha (173 km südsüdöstlich), Kansas City in Missouri (459 km in der gleichen Richtung), Nebraskas Hauptstadt Lincoln (221 km südsüdwestlich) und South Dakotas größte Stadt Sioux Falls (157 km nordnordwestlich).

## Verkehr
Der zum Freeway ausgebaute U.S. Highway 20 verläuft in West-Ost-Richtung entlang der südlichen Stadtgrenze. Alle weiteren Straßen sind untergeordnete Landstraßen, teils unbefestigte Fahrwege sowie innerörtliche Verbindungsstraßen.
Mit dem Sioux Gateway Airport befindet sich 24 km südwestlich der nächste Flughafen.

## Bevölkerung
Nach der Volkszählung im Jahr 2010 lebten in Lawton 908 Menschen in 342 Haushalten. Die Bevölkerungsdichte betrug 493,5 Einwohner pro Quadratkilometer. In den 342 Haushalten lebten statistisch je 2,64 Personen.
Ethnisch betrachtet setzte sich die Bevölkerung zusammen aus 98,8 Prozent Weißen, 0,2 Prozent Afroamerikanern, 0,1 Prozent (eine Person) amerikanischen Ureinwohnern sowie 0,2 Prozent Asiaten; 0,7 Prozent stammten von zwei oder mehr Ethnien ab. Unabhängig von der ethnischen Zugehörigkeit waren 0,4 Prozent der Bevölkerung spanischer oder lateinamerikanischer Abstammung.
30,8 Prozent der Bevölkerung waren unter 18 Jahre alt, 54,9 Prozent waren zwischen 18 und 64 und 14,3 Prozent waren 65 Jahre oder älter. 51,1 Prozent der Bevölkerung waren weiblich.
Das mittlere jährliche Einkommen eines Haushalts lag bei 61.964 USD. Das Pro-Kopf-Einkommen betrug 25.624 USD. 4,2 Prozent der Einwohner lebten unterhalb der Armutsgrenze.